# Богдан Јанковић (1868—1918)
Богдан Јанковић (Ваљево, 8. мај 1868 — Ница, 24. јул 1918) био је српски професор и народни посланик. Професор и директор српске гимназије у Солуну 1899—1901.
За народног посланика изабран је први пут 1905. а од тада за посланика је биран до смрти, по опредељењу је припадао Радикалној странци. Први секретар Народне скупштине Краљевине Србије постао је 1907. Као посланик у балканским ратовима и Првом светском рату био је ослобођен војних обавеза.